# Мощениця (гміна, Горлицький повіт)
Гміна Мощениця (пол. Gmina Moszczenica) — сільська гміна у південній Польщі. Належить до Горлицького повіту Малопольського воєводства.
Станом на 31 грудня 2011 у гміні проживало 4875 осіб.

## Площа
Згідно з даними за 2007 рік площа гміни становила 37.60 км², у тому числі:
- орні землі: 81.00%
- ліси: 14.00%

Таким чином, площа гміни становить 3.89% площі повіту.

## Населення
Станом на 31 грудня 2011:
| Опис     | Загалом | Загалом | Чоловіки | Чоловіки | Жінки | Жінки |
| -------- | ------- | ------- | -------- | -------- | ----- | ----- |
| одиниця  | осіб    | %       | осіб     | %        | осіб  | %     |
| все      | 4875    | 100     | 2436     | 49.97    | 2439  | 50.03 |
| міське   | 0       | 100     | 0        |          | 0     |       |
| сільське | 4875    | 100     | 2436     | 49.97    | 2439  | 50.03 |

## Сусідні гміни
Гміна Мощениця межує з такими гмінами: Беч, Горлиці, Жепенник-Стшижевський, Лужна, Ценжковіце.